# Katharina Sophia Volz
Katharina Sophia Volz, née en 1984, est une chercheuse médicale et entrepreneuse allemande. Elle est la fondatrice et PDG d'OccamzRazor, une start-up de San Francisco qui cherche à identifier des traitements contre la maladie de Parkinson grâce à l'apprentissage automatique. 

## Éducation
Katharina Sophia Volz naît à Ulm en 1984. Elle commence ses études à la Germany's Valkenburg Biotechnology High school puis étudie la biologie moléculaire à l'Université de Graz. Volz est la première étudiante allemande de biotechnologie à être acceptée à l'Université Harvard,. Elle travaille à la Harvard Medical School, à l'Université d’État de l'Ohio et à l'Université Stanford.  
En 2012, Volz devient la première doctorante à travailler sur la biologie des cellules souches et la médecine régénérative à l'Université de Stanford. Elle termine son doctorat en deux ans et demi. Elle est la première personne à identifier les cellules souches nécessaires à la formation des artères coronaires. Les péricytes de Cadriac se transforment en cellules musculaires lisses en réponse à l'augmentation du flux sanguin. Sa découverte est médiatisée par le Guardian et IFL Science, le blog scientifique d'Elise Andrew (en),. Elle travaille avec Kristy Red-Horse et Irving Weissman.

## Recherche et carrière
Volz est l'une des conférencières de confiance de l'UNESCO et elle prend la parole lors du 2015 Women Entrepreneurship Summit,. Elle rejoint le Howard Hughes Medical Institute en 2011, où elle travaille avec le cardiologue Reza Ardehali. Volz fait partie de la liste Forbes 30 Under 30 (les 30 de moins de 30 ans) en 2017. Volz participe au Science Foo Camp (Conférences scientifiques des amis d'O'Reilly) 2018. 

### OccamzRazor
Volz est la fondatrice et PDG d'OccamzRazor, un groupe de chercheurs qui étudie les maladies dégénératives à l'aide de l'apprentissage automatique,. OccamzRazor est soutenu par la Fondation Michael J. Fox, l'Université Stanford et le MIT Media Lab. Ils recensent des données dans des publications biomédicales, des brevets et des ensembles de données génomiques et le combinent avec un apprentissage profond.  